# Medford (Massachusetts)
Medford é uma cidade localizada no condado de Middlesex no estado estadounidense de Massachusetts. É a sede da Universidade Tufts, a qual tem seu campus ao longo do limite entre Medford e Somerville. No Censo de 2010 tinha uma população de 56.173 habitantes e uma densidade populacional de 2.505,03 pessoas por km².

## Geografia
Medford encontra-se localizada nas coordenadas 42° 25′ 26″ N, 71° 06′ 33″ O. Segundo a Departamento do Censo dos Estados Unidos, Medford tem uma superfície total de 22.42 km², da qual 20.98 km² correspondem a terra firme e (6.43%) 1.44 km² é água.

## Demografia
Segundo o censo de 2010, tinha 56.173 pessoas residindo em Medford. A densidade populacional era de 2.505,03 hab./km². Dos 56.173 habitantes, Medford estava composto pelo 78.57% brancos, o 8.79% eram afroamericanos, o 0.22% eram amerindios, o 6.88% eram asiáticos, o 0.01% eram insulares do Pacífico, o 2.84% eram de outras raças e o 2.68% pertenciam a duas ou mais raças. Do total da população o 4.36% eram hispanos ou latinos de qualquer raça.